# Rifugio Tolazzi
Il rifugio Edoardo Tolazzi  (m 1.370)  è un rifugio alpino che si trova in comune di Forni Avoltri, in provincia di Udine, alle pendici del monte Coglians (2.780 m), in Carnia (Friuli-Venezia Giulia).

## Storia
La denominazione di Plan di Val di Bos si riferisce all'area alla base del versante ovest del Coglians, nella quale in passato era collocata una rustica baita in legno e corteccia. La storia del luogo inizia nel 1948, quando Augusto Brunasso e la moglie Rina Lombardi-Borgia, dopo inenarrabili vicissitudini di emigrazione e di guerra, ebbero l'idea di costruire una baita alpina con servizio di ristoro. Iniziava così, assieme al rifugio Volaia ed al rifugio Giovanni e Olinto Marinelli, un reale richiamo turistico per Collina e per l'area del Coglians.
L'attività proseguì regolarmente con un sempre maggior numero di turisti ed alpinisti, registrando una breve interruzione dovuta alla distruzione della capanna a causa di una valanga di neve prodotta dall'ingente innevamento dell'inverno 1950/51. Nel 1966 il Consorzio Collina approva il progetto per l'erezione nell'area di Plan di Val di Bos di un nuovo rifugio moderno e funzionale, intitolandolo all'insegnante di scuola elementare di Collina, Edoardo Tolazzi (1898-1967). L'inaugurazione è avvenuta l'anno dopo, nel 1967.

## Accessi
Da Forni Avoltri è facilmente raggiungibile attraverso una comoda strada asfaltata che dalla frazione di Collina porta al rifugio (1.350 m s.l.m.) che è dotato di ampio parcheggio, da lì proseguendo sulla strada sterrata e poi con un sentiero (segnavia CAI nº 144) si raggiunge il rifugio Lambertenghi-Romanin, attraverso il sentiero nº 143 si arriva invece al rifugio Marinelli. A pochi minuti di cammino dal rifugio si trova la  falesia Rio Landri un sito utilizzato per l'arrampicata sportiva.